# Steinloger Kellersteine
Die Steinloger Kellersteine sind zwei eng benachbarte neolithische Großsteingräber vom Typ Ganggrab mit den Sprockhoff-Nr. 941 und 942. Sie entstanden zwischen 3500 und 2800 v. Chr. und sind Megalithanlagen der Trichterbecherkultur (TBK).

## Lage
Die Steinloger Kellersteine sind Bauwerke der Nordischen Megalitharchitektur und liegen etwa 500 m südlich der A1 und gleichzeitig etwa 500 m westlich der Straße Varnhorner Weg auf einer Lichtung des Waldgebietes Steinhorst im Großenkneter Ortsteil Steinloge auf halbem Wege zwischen Ahlhorn und Wildeshausen im Landkreis Oldenburg. Das Naturschutzgebiet Bäken der Endeler und Holzhauser Heide befindet sich etwa 500 m südlich der  Megalithanlagen. Der Name „Kellersteine“ ist in der Wildeshauser Geest dreifach vertreten. Bei den anderen Gruppen handelt es sich um die weiter westlich gelegenen Ahlhorner Kellersteine und die weiter östlich gelegenen Holzhauser Kellersteine.

## Beschreibung

### Anlage 941

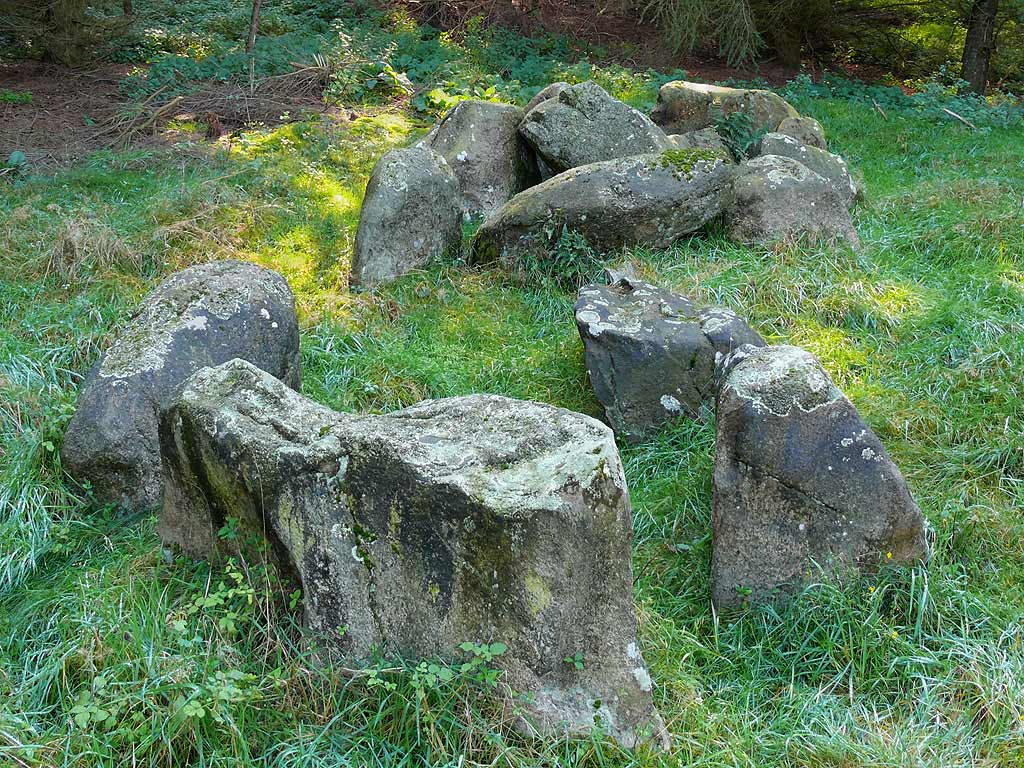
Steinloger Kellersteine (Anlage 941)

Bei der nordost-südwest-orientierten Anlage 941 sind alle 13 Tragsteine (sechs auf der Nordwest, fünf auf der Südostseite und je ein Schlussstein) vorhanden, jedoch teilweise nicht in situ. Von den fünf Decksteinen fehlen zwei, die restlichen liegen nicht mehr in situ. Die Kammer ist 7,5 × 1,5 Meter groß. An einem geborstenen Deckstein ist eine Sprengbohrung zu erkennen. Reste eines Hügels oder einer Einfassung lassen sich nicht nachweisen. Ein Zugang ist ebenfalls nicht erkennbar.

### Anlage 942

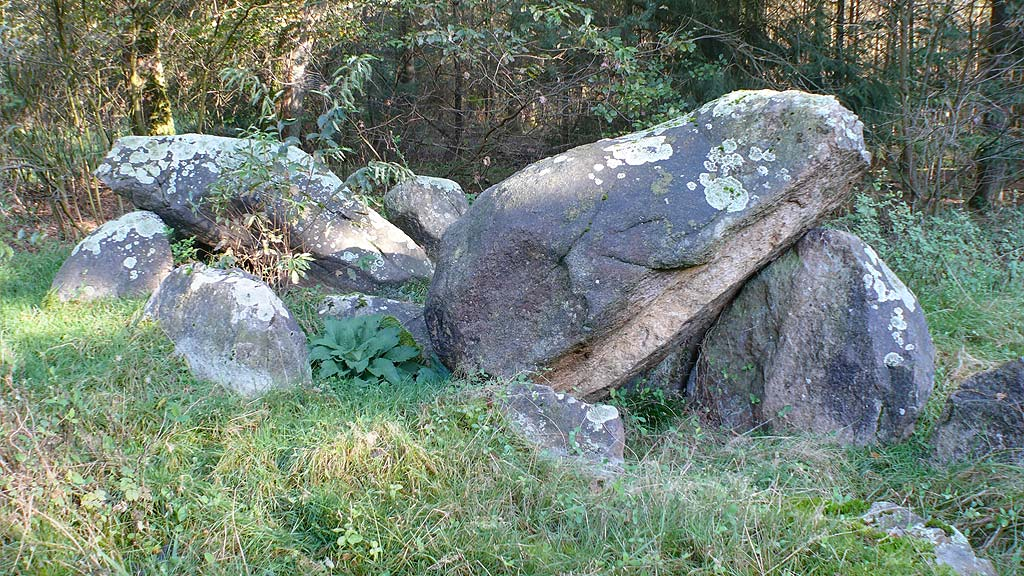
Steinloger Kellersteine (Anlage 942)

Bei der zehn Meter entfernt gelegen nordost-südwest-orientierten Anlage 942 misst die Kammer 5,4 × 1,5 Meter. Von ehemals zehn regelmäßig angeordneten Tragsteinen fehlt, ebenso wie von den einst vier Decksteinen, jeweils einer. Der Zugang dürfte in der Mitte der südöstlichen Langseite gelegen haben. Ausgrabungen oder Befunde aus älterer Zeit sind nicht bekannt. 1992 wurde im Auswurf eines Kaninchenbaus eine Anzahl von Scherben der Trichterbecherkultur geborgen, die sich zu mehreren Gefäßteilen zusammensetzen ließen. Sie gestatten es, die Belegung der Anlage in die ältere und mittlere Phase der Westgruppe der TBK zu datieren.